# 天使病院
天使病院（てんしびょういん）は、北海道札幌市東区にある病院。

## 概要
1911年（明治44年）、開設。1969年（昭和44年）に分娩数日本一。2003年（平成15年）に社会福祉法人　聖母会から医療法人社団　カレスアライアンスに事業継承。2007年（平成19年）に法人名を医療法人 母恋に変更。2010年（平成22年）に社会医療法人の認定を受けて「社会医療法人 母恋」となった。NICU及びGCU（継続保育室）、MFICU（母体・胎児集中治療室）の病床数は道内有数。小児外科（鼠径ヘルニア（脱腸）や臍ヘルニア（でべそ）などにも対応）や形成外科、耳鼻咽喉科も併設されており妊娠初期から小児期まで幅広く、切れ目のない医療を提供している。

## 沿革
出典：
- 1911年（明治44年）、内科の診療を始める
- 1913年（大正2年）、外科　新設
- 1924年（大正13年）、病院付属看護婦養成所を開設
- 1938年（昭和13年）、産婦人科　新設
- 1962年（昭和37年）、総合病院としての認可を受ける
- 1967年（昭和42年）、一般病棟を含む本館を地下１階地上４階の鉄筋コンクリート建に新築
- 1977年（昭和52年）、本館西側に地上４階の鉄筋コンクリート建　増築
- 1999年（平成11年）、定床数変更 298床（NICU 6床含）
- 2001年（平成13年）、定床数変更　260床（NICU 6床含）
- 2004年（平成16年）、MFICU 6床　新設
- 2004年（平成16年）、NICU 3床　増床
- 2005年（平成17年）、NICU 3床増床
- 2008年（平成20年）、DPC対象病院　認定
- 2008年（平成20年）、GCU　新設（14床）
- 2010年（平成22年）、社会医療法人化により名称変更（社会医療法人　母恋）
- 2014年（平成26年）、鼠径ヘルニア・臍ヘルニアセンター開設
- 2014年（平成26年）、全館　グランドオープン

## 診療科等
出典：
周産期母子センター
産婦人科
NICU科
小児科
内科系（第1診療部）
消化器内科
血液内科
循環器内科
人工透析内科
呼吸器内科
糖尿病内科
精神科
外科系（第2診療部）
外科
乳腺外科
小児外科
鼠径ヘルニア・臍ヘルニアセンター
整形外科
耳鼻咽喉科
眼科
形成外科
麻酔科
専門外来
小児 アレルギー 心臓 神経 遺伝 血液・腫瘍 川崎病 内分泌 精神発達外来 予防接種
NICU 新生児・未熟児発達 フォローアップ
産科 出生前診断外来 羊水検査
精神科 物忘れ外来
呼吸器内科 睡眠時無呼吸症候群（SAS）
認定看護師外来 ストマ・スキンケア 乳がん看護  緩和ケア
その他部署
臨床研修室
看護部
地域医療連携センター
薬剤部
臨床検査科
放射線科
栄養科
リハビリテーション科
臨床心理科
透析室
天使訪問看護ステーション
天使こどもデイサービス
ボランティアの会「みぎわ」

## 関連施設
- 社会医療法人 母恋
  - 日鋼記念病院（室蘭市）
  - 登別記念病院（登別市）
  - 東室蘭サテライトクリニック
  - 老人保健施設 母恋
  - 日鋼記念指定居宅介護支援事業所
  - 訪問看護ステーション母恋
  - 日鋼記念看護学校

## 交通アクセス・駐車場
- 札幌市営地下鉄東豊線「北13条東駅」より徒歩3分[8]
- JR札幌駅 北口より車で5分[8]
- 北海道中央バス（東65・伏古北13条線）「北13条東4丁目」より徒歩1分[8]
- 駐車場：150台（有料）[9]